# Xanthe Elbrick
Xanthe Elbrick (Londres, Reino Unido, 1 de diciembre de 1978) es una actriz británico-estadounidense nominada al premio Tony. La más joven de cuatro niños, Xanthe nació en Londres, Inglaterra, y asistió a Riddlesworth Hall School en Norfolk, a Bendenden Shcool en Kent y a la Universidad de Edimburgo.
Es la nieta del embajador de Estados Unidos Charles Burke Elbrick.
Elbrick hizo su debut en Broadway protagonizando en la producción Coram Boy, por tal actuación recibió una nominación al premio Tony.
Ha trabajado en Nueva York, Londres, y regionalmente, y recientemente recibió una nominación al premio Drama Desk.